# Acrogalumna shogranensis
Acrogalumna shogranensis är en kvalsterart som beskrevs av Hammer 1977. Acrogalumna shogranensis ingår i släktet Acrogalumna och familjen Galumnidae. Inga underarter finns listade i Catalogue of Life.